# Adrian-Virgil Ciobanu
Adrian-Virgil Ciobanu (n.  ?) este un deputat român, ales în 2024 din partea PNL. 